# Connecticut Sun 2018
La stagione 2018 delle Connecticut Sun fu la 20ª nella WNBA per la franchigia.
Le Connecticut Sun arrivarono terze nella Eastern Conference con un record di 21-13. Nei play-off persero al secondo turno con le Phoenix Mercury (1-0).

## Roster
| N° | Naz.                   | Ruolo | Sportivo           | Anno | Alt. | Peso |
| -- | ---------------------- | ----- | ------------------ | ---- | ---- | ---- |
| 1  | Stati Uniti (bandiera) | G     | Rachel Banham      | 1993 | 175  | 76   |
| 4  | Stati Uniti (bandiera) | G     | Lexie Brown        | 1994 | 175  | 68   |
| 5  | Stati Uniti (bandiera) | G     | Jasmine Thomas     | 1989 | 175  | 66   |
| 10 | Stati Uniti (bandiera) | G     | Courtney Williams  | 1994 | 173  | 62   |
| 13 | Stati Uniti (bandiera) | A     | Chiney Ogwumike    | 1992 | 193  | 78   |
| 20 | Stati Uniti (bandiera) | G     | Alex Bentley       | 1990 | 170  | 69   |
| 23 | Stati Uniti (bandiera) | G     | Layshia Clarendon  | 1991 | 175  | 64   |
| 25 | Stati Uniti (bandiera) | A     | Alyssa Thomas      | 1992 | 188  | 84   |
| 33 | Stati Uniti (bandiera) | A     | Morgan Tuck        | 1994 | 188  | 91   |
| 35 | Bahamas (bandiera)     | AC    | Jonquel Jones      | 1994 | 198  | 86   |
| 40 | Stati Uniti (bandiera) | GA    | Shekinna Stricklen | 1990 | 188  | 81   |
| 42 | Stati Uniti (bandiera) | A     | Brionna Jones      | 1995 | 191  | 104  |
| 44 | Stati Uniti (bandiera) | GA    | Betnijah Laney     | 1993 | 183  | 73   |

## Staff tecnico
- Allenatore: Curt Miller
- Vice-allenatori: Steve Smith, Brandi Poole
- Preparatore fisico: Tim Yuhas